# Ipomoea miquihuanensis
Ipomoea miquihuanensis är en vindeväxtart som beskrevs av J.A. Mcdonald. Ipomoea miquihuanensis ingår i släktet praktvindor, och familjen vindeväxter. Inga underarter finns listade i Catalogue of Life.